# Toàn Thượng
Toàn Thượng (tiếng Trung: 全尚; bính âm: Quan Shang; ? - 258), tự là Tử Chân (子真), là quan viên, ngoại thích nước Đông Ngô thời Tam Quốc trong lịch sử Trung Quốc.

## Cuộc đời
Toàn Thượng quê ở huyện Tiền Đường, quận Ngô, Dương Châu, là cháu họ của Vệ tướng quân Toàn Tông.
Ngô Đại đế Tôn Quyền khi về già, sủng ái Phan hoàng hậu cùng con trai út Tôn Lượng. Trưởng công chúa Tôn Lỗ Ban (vợ của Toàn Tông) nhận thấy điều đó, khuyên Tôn Quyền dựng vợ cho Lượng, lại nhiều lần đề cử con gái của Toàn Thượng. Năm 250, Tôn Quyền phế truất thái tử Tôn Hòa, lưu đày đến quận Cố Chướng. Tôn Lượng được lập làm Nam cung Thái tử, lấy con gái Toàn Thượng làm Thái tử phi.
Năm 252, Tôn Lượng lên ngôi, tức Ngô Phế đế, lập Thái tử phi làm hoàng hậu. Toàn Thượng được phong Thành môn hiệu úy, tước Đô đình hầu. Năm 253, Gia Cát Khác muốn cất quân đánh Ngụy, lấy Đằng Dận làm Đô hạ đốc, quản lý hậu phương. Toàn Thượng thay Dận giữ chức Thái thường, Vệ tướng quân, gia phong tước Vĩnh Bình hầu. Nhà họ Toàn khi đó có năm người được phong hầu (Toàn Tự, Toàn Thượng, Toàn Dịch,...), đa số đều có quân đội, lại có nhiều người giữ chức thị lang, kỵ đô úy, túc vệ,... trở thành ngoại thích quyền lực nhất Đông Ngô.
Năm 258, Tôn Lượng căm ghét quyền thần Tôn Lâm, bèn bí mật bàn mưu với công chúa Tôn Lỗ Ban, tướng quân Lưu Thừa ám sát Lâm. Tôn Lượng viết chiếu đưa cho con trai của Toàn Thượng là Toàn Kỷ, mời Thượng tham gia. Toàn Thượng đem việc này nói cho vợ. Không ngờ, vợ Toàn Thượng là chị họ của Tôn Lâm, đem kế hoạch tiết lộ cho em họ. Tam quốc chí chép người mật báo Tôn Lâm là Toàn hoàng hậu, điều này không hợp lý. Đêm đó, Tôn Lâm cho quân bắt giữ Toàn Thượng, giết Lưu Thừa, rồi bao vậy hoàng cung, phế truất Tôn Lượng, lập Tôn Hưu lên ngôi vua.
Toàn Thượng bị lưu đày đến quận Linh Lăng. Trên đường đi, Thượng bị Tôn Lâm phái người đuổi theo giết hại.

## Trong văn hóa
Trong tiểu thuyết Tam quốc diễn nghĩa của La Quán Trung, Toàn Thượng xuất hiện ở hồi 113, cuộc đời về cơ bản giống như trong sử sách.